# 多値記憶素子

記憶素子を比べた場合の違い。

電子工学において、記憶素子当たり1ビットしか格納し得ない単値記憶素子（SLC）に対して、多値記憶素子（MLC）は単一のビットよりも多くの情報を格納し得る記憶素子である。
記憶素子は大抵単体の浮遊ゲートMOSFET（金属酸化物半導体電解効果トランジスタ）の組み合わせである、従って多値記憶素子は、単値記憶素子と同じデータの総量を必要とする場合、複数のMOSFETの個数を減らす。